# Cantone di Saint-Amand-en-Puisaye
Il Cantone di Saint-Amand-en-Puisaye era una divisione amministrativa dell'arrondissement di Cosne-Cours-sur-Loire.
È stato soppresso a seguito della riforma complessiva dei cantoni del 2014, che è entrata in vigore con le elezioni dipartimentali del 2015.
Comprendeva i comuni di:
- Arquian
- Bitry
- Bouhy
- Dampierre-sous-Bouhy
- Saint-Amand-en-Puisaye
- Saint-Vérain